# Helodon susanae
Helodon susanae är en tvåvingeart som först beskrevs av Peterson 1970.  Helodon susanae ingår i släktet Helodon och familjen knott. Inga underarter finns listade i Catalogue of Life.